# ذاكرة بدون اسم
ذاكرة بدون اسم (بالإنجليزية: Unnamed Memory)‏ هي رواية خفيفة يابانية نشرت على موقع شوسيتسوكا ني نارو في 2012 وتم تحويلها لمانغا نشرت في سبتمبر 2020  وتم جمعها في 2 تانكوبون.